# Gibellula
Gibellula — рід грибів родини Cordycipitaceae. Назва вперше опублікована 1894 року.
Паразитує на павуках.

## Галерея

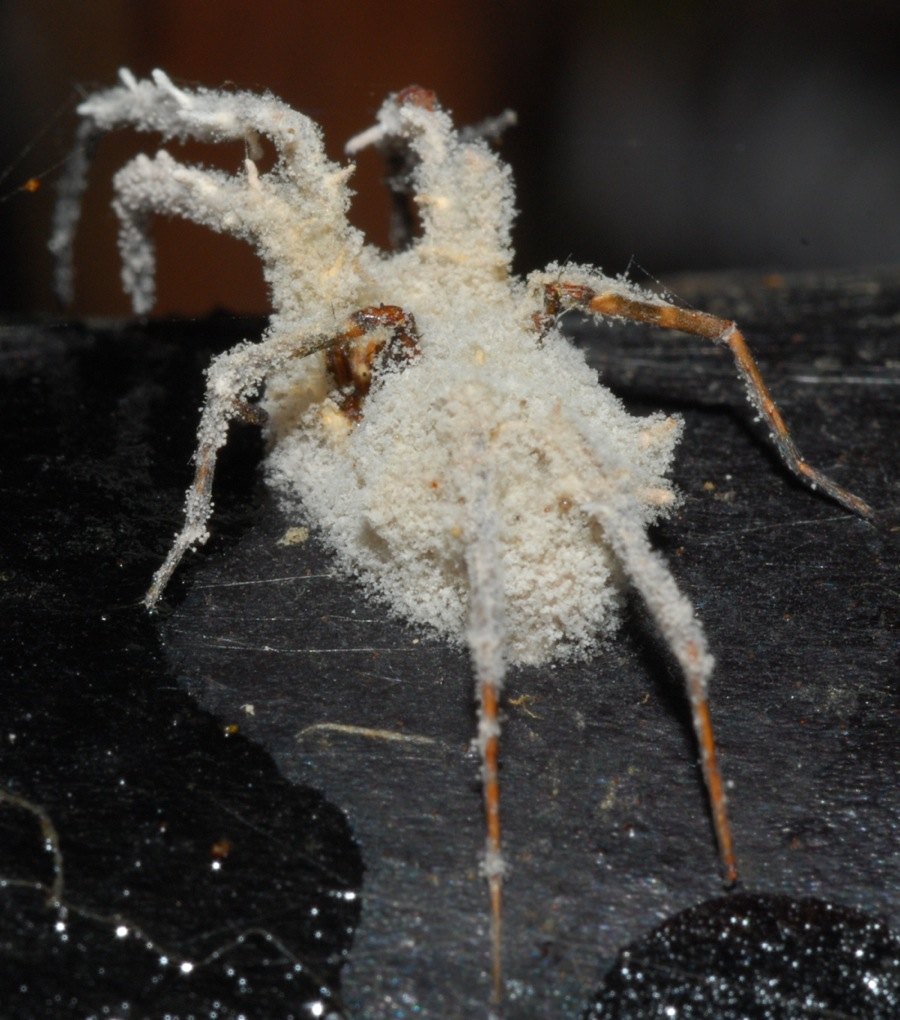
Gibellula pulchra
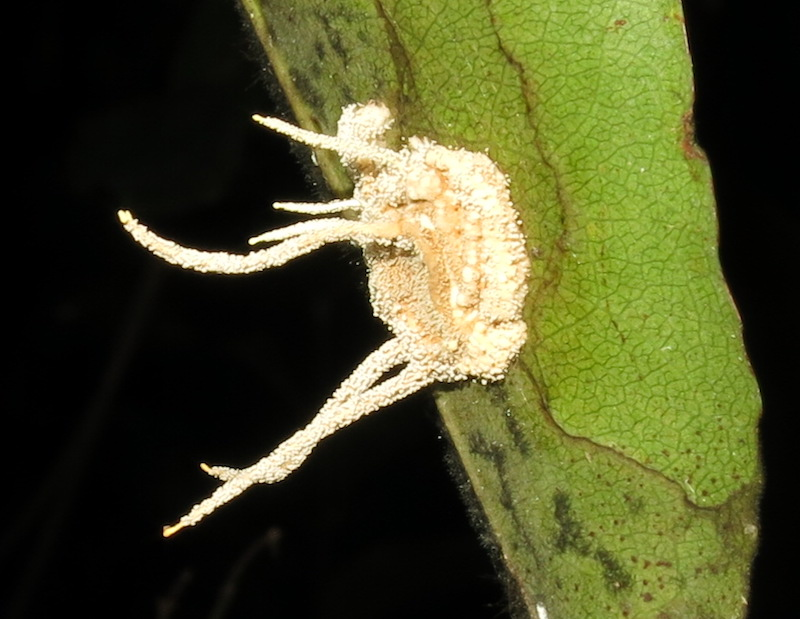
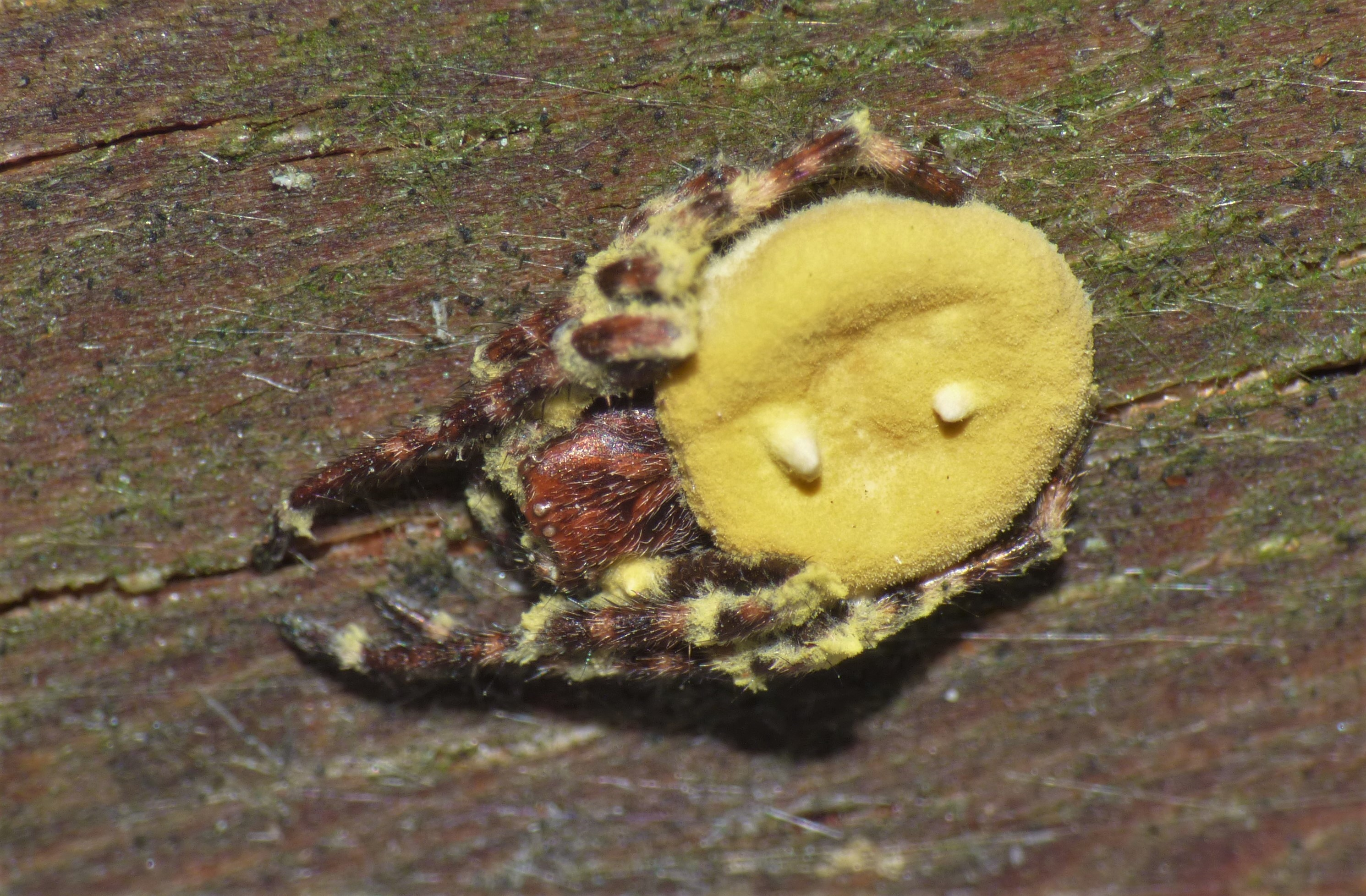
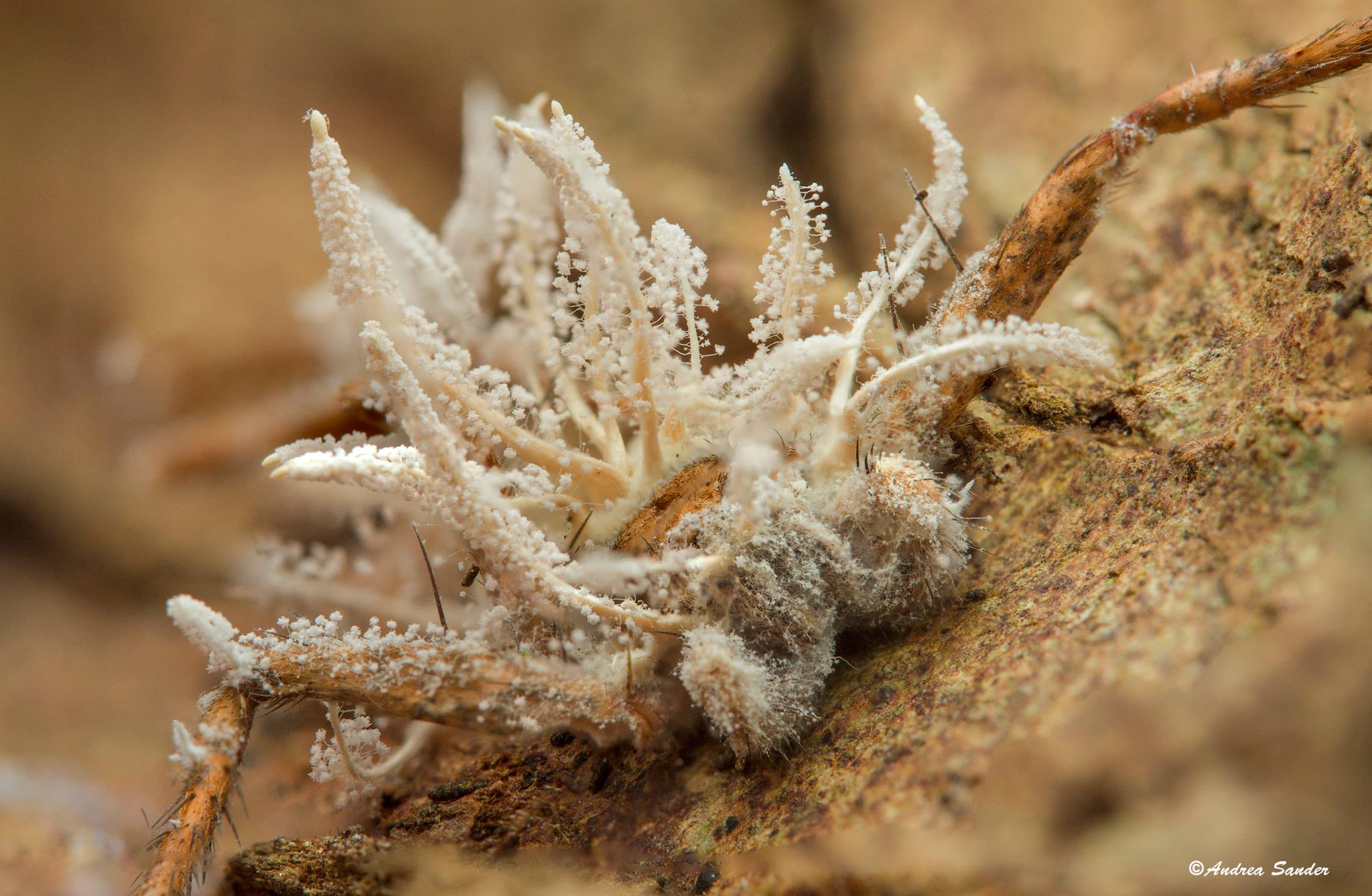